# Nadzieja (album zespołu Skaner)
Nadzieja – czwarty album zespołu Skaner wydany w firmie fonograficznej Green Star. Wydany został w lutym 1996 roku i stał się prawdziwym hitem. Do piosenek "Nadzieja" i "Don Juan" nakręcono teledyski.
Początkowo album miał nazywać się Czary mary, lecz szybko popularność zdobywał utwór "Nadzieja" i postanowiono zmienić nazwę na Nadzieja.

## Lista utworów
1. "Nadzieja"
2. "Dziewczyno dziewczyno"
3. "Zwierciadełko"
4. "Czary mary"
5. "Zachód słońca"
6. "Gwiazdka"
7. "Mój sen"
8. "Wesoła miłość"
9. "Rude loki"
10. "Don Juan"